# Heist (A964)
Pour les articles homonymes, voir Heist (homonymie).
Le Heist (A964) est l'ancien dragueur de mines côtier de type MSC (Mine Sweeper Coast) M929 Heist construit au chantier naval J. Boël & Zonen à Temse en Belgique.

Sa ville marraine est Heist à partir de 1958.

## Histoire
Ce navire qui a d'abord servi dans la Force Navale de l'armée belge de 1955 à 1958 comme dragueur de mines côtier sous le numéro de coque M926 puis M926 Heist de 1958 à 1978.

En 1978 il a été converti en navire de démagnétisation pour les frégates en service avec le numéro de coque A964.

De 1985 à 1991 il redevient un dragueur de mines avant sa destruction en 1992.